# Колесников, Фёдор Михайлович
Фёдор Михайлович Колесников (1910—1992) — ефрейтор Рабоче-крестьянской Красной Армии, участник Великой Отечественной войны, Герой Советского Союза (1944).

## Биография
Фёдор Колесников родился 29 марта (по новому стилю — 10 апреля) 1910 года в селе Каменское (ныне — город Каменское в Днепропетровской области Украины). Получил начальное образование, после чего работал в управлении дорог Ялты. В августе 1941 года Колесников был призван на службу в Рабоче-крестьянскую Красную Армию и направлен на фронт. К сентябрю 1943 года красноармеец Фёдор Колесников был сапёром 91-го инженерного батальона 47-й армии Воронежского фронта. Отличился во время битвы за Днепр.
Колесников первым в своём батальоне провёл разведку русла Днепра в районе города Канева Черкасской области Украинской ССР, благодаря чему удалось определить место для строительства моста через реку. Во время форсирования Днепра советскими частями он совершил 112 рейсов на лодке, переправив в общей сложности около 1900 бойцов и командиров с вооружением и боеприпасами, обеспечил прокладку кабеля связи по дну Днепра. Обратными рейсами Колесников переправил 295 раненых и около 300 бойцов, занимавшихся погрузкой и разгрузкой.
Указом Президиума Верховного Совета СССР от 3 июня 1944 года за «мужество, отвагу и героизм, проявленные в борьбе с немецкими захватчиками» красноармеец Фёдор Колесников был удостоен высокого звания Героя Советского Союза с вручением ордена Ленина и медали «Золотая Звезда» за номером 5263.
После окончания войны Колесников был демобилизован. Проживал в Москве. Скончался 15 апреля 1992 года, похоронен на Хованском кладбище Москвы.
Был также награждён двумя орденами Отечественной войны 1-й степени, рядом медалей.